# Sharon Clark
Sharon Clark (Seminole, 15 ottobre 1943) è una modella e attrice statunitense.
È stata nominata dalla rivista Playboy come Playmate dell'anno nel 1971.

## Filmografia parziale

### Cinema
- Il bagnino (Lifeguard), regia di Daniel Petrie (1976)
- The Billion Dollar Hobo, regia di Stuart E. McGowan (1977)
- The Little Dragons, regia di Curtis Hanson (1979)
- Lisa... sono qui per ucciderti! (Lisa), regia di Gary Sherman (1989)

### Televisione
- The Long Journey Home - film TV (1987)
- Baci, pupe e Rock'n'roll (For the Very First Time) - film TV (1991)
- Un nemico in famiglia (Beyond Suspicion) - film TV (1993)
- La casa delle luci (The Uninvited) - film TV (1996)